# Вали-Кемпські
Вали-Кемпські (пол. Wały Kępskie) — село в Польщі, у гміні Божехув Люблінського повіту Люблінського воєводства.
У 1975-1998 роках село належало до Люблінського воєводства.